# Мотобратия во Христе
«Мотобратия во Христе» (полное название Межрегиональная общественная организация объединение православных мотоциклистов «Мотообъединение „Мотобратия во Христе“») — российский мотоклуб, формата мотообъединения (МО), созданный в 2013 году. Первое официальное православное мотообъединение в России. Офис мотообъединения находится при Троицком храме у Салтыкова моста в Москве. Сокращённо МБвХ.

## Создание
Идея создания православного христианского мотообъединения зародилась в стенах Оптиной пустыни. В связи с тем, что в Европе, Австралии и Америке существуют многочисленные христианские мотоклубы, основатели «Мотобратии во Христе» решили организовать в России нечто похожее под флагами Русской Православной Церкви. По словам Алексея («Магистра») Маслова: «В России создается много мотоклубов, они исчисляются уже даже не десятками, а сотнями, но все они проамериканской направленности. То есть берется за образец система, действующая в США, и калькируется у нас <…> Мы хотели привнести в мотодвижение свою, иную идеологию. Сделать краеугольным камнем Христа и вокруг него собрать истинно верующих, православных мотоциклистов <…> Что-то хорошее, доброе мы берем от американских традиций, что-то от наших братьев „Ночных волков“, которые существуют в России уже 25 лет, у них есть чему поучиться. Но главная мысль — мы православные». Мотообъединение основано 12 сентября 2013 года. Небесным покровителем был выбран святой благоверный Александр Невский.
Логотипом мотообъединения стала православная Голгофа — восьмиконечный крест на чёрно-сером фоне и надпись на кириллице «Мотобратия во Христе». Духовное окормление мотообъединения осуществляет иеромонах Никон (Белавенец) — духовный вдохновитель "Российского Общественного Движения «За Веру и Отечество». Мотообъединение «Мотобратия во Христе» имеет свой офис при Троицком храме у Салтыкова моста в Лефортово, г. Москва.
Мотообъединение было представлено российской мотообщественности лидером мотоклуба «Ночные Волки» Александром Залдостановым 6 октября 2013 года. Однако, не стоит считать его проектом «Ночных Волков», как многие думают.
8 декабря 2014 года МОО МО «Мотобратия во Христе», решением Коллегии общественных православных организаций при Отделе по взаимодействию церкви общества, вошло в состав Совета православных общественных объединений при ОВЦО.

## Деятельность

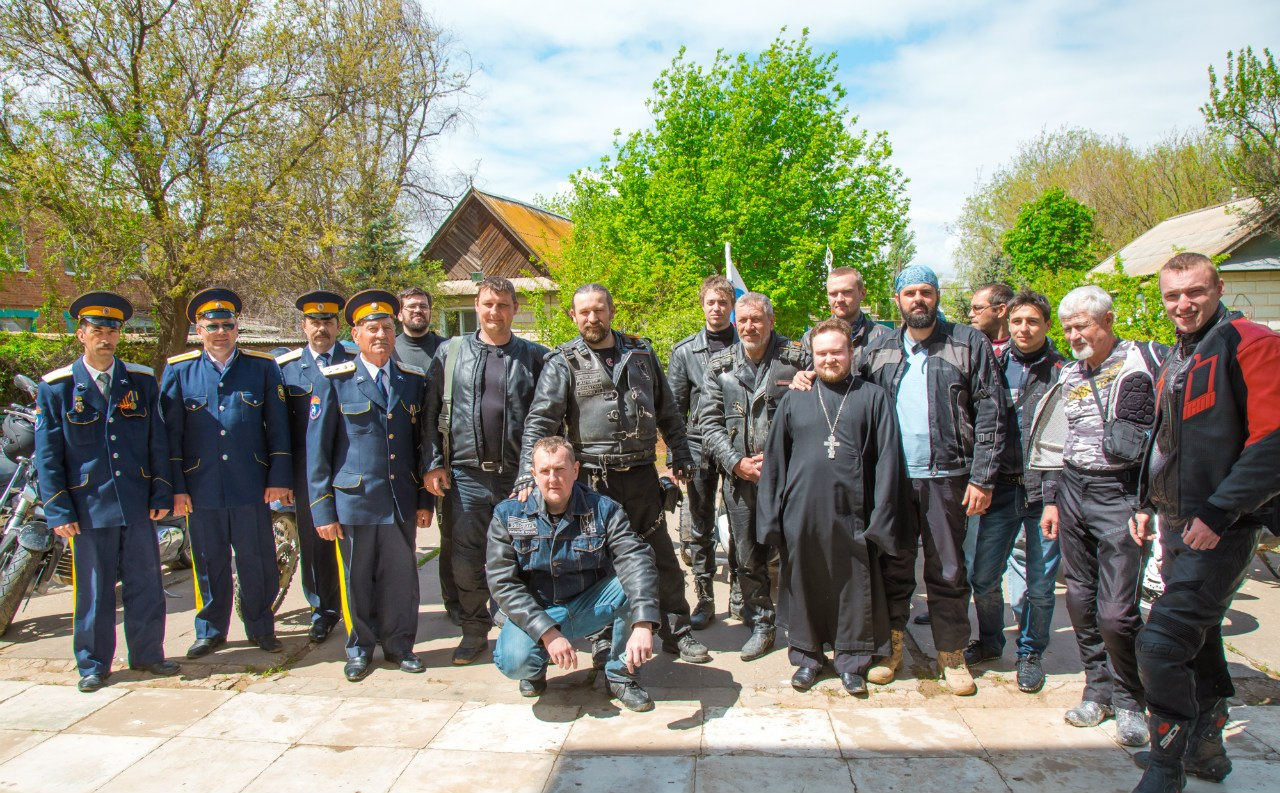
Мотопробег «Мы — наследники Великой Победы»

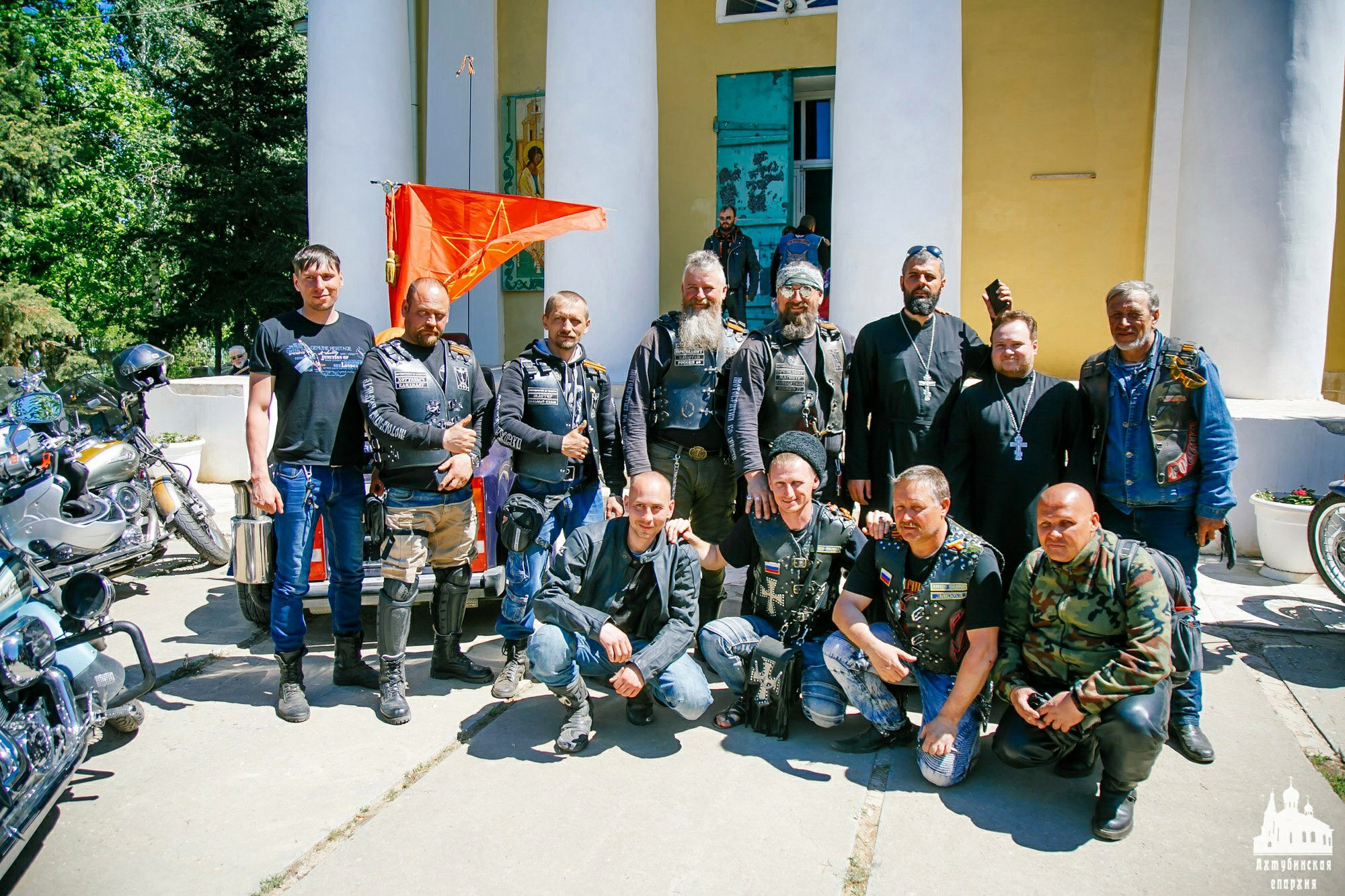
Ахтубинский Мотопробег 2017

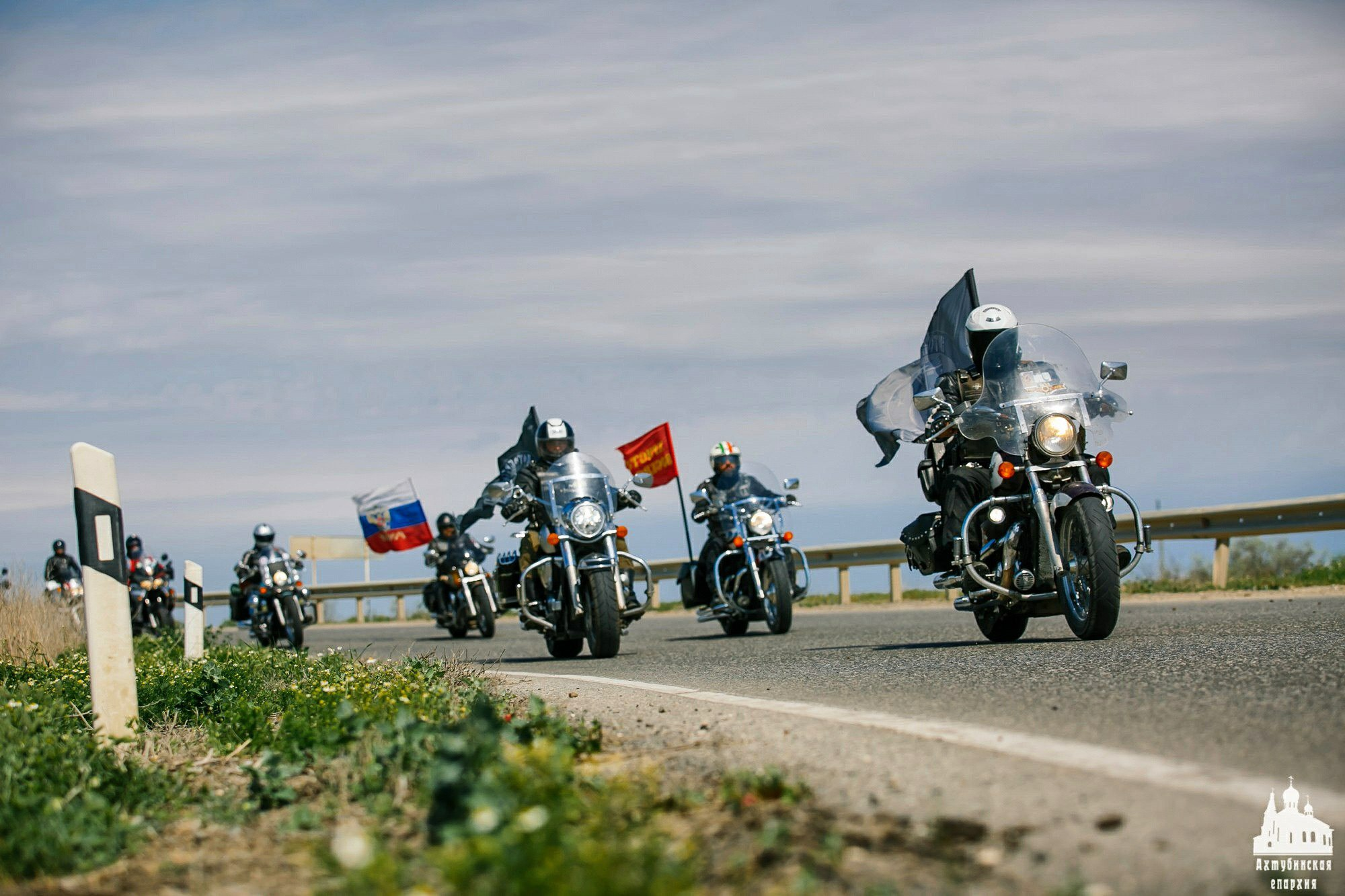
Ахтубинский пробег 2017 г.

Своей деятельностью члены МБвХ избрали миссионерскую деятельность среди мотоциклистов и соотечественников.
В 2014 и в 2015 годах мотообъединение проводило Благотворительные Рок-Фестивали «Святая Русь» в городе Юрьевец-Повольский Ивановской области.
В сотрудничестве с Клубом документального кино имени Микоши, мотообъединение «Мотобратия во Христе» на протяжении 2015 года проводило показы документальных фильмов в школах города Москвы, рассказывая о подвиге русского народа в годы Великой Отечественной войны и о испытаниях, выпавших на долю Православной Церкви в годы безбожия.
12 января 2014 года члены МБвХ были приглашены как волонтёры Движением «Сорок Сороков» для помощи в организации порядка возле привезенным в Москву «Даров волхвов» в Храме Христе Спасителя.
27 января 2014 года, с 15 до 17 часов в здании Международного фонда славянской письменности и культуры состоялся круглый стол «Соработничество православных общественных организаций» в рамках Рождественских чтений, где было представлено мотообъединение «Мотобратия во Христе». Председательствовал за круглым столом протоиерей Всеволод Чаплин.
3 мая 2014 года, в день рождения Великого собирателя Русской Земли, преподобного Сергия Радонежского чудотворца, мотоклуб «Ночные Волки» Сергиева Посада совместно с МО «Мотобратия во Христе», привезли в Москву капсулу с освященной землей из Свято-Троице Сергиевой Лавры на Ходынку, где воссоздается разрушенный во времена лихолетья храм во имя преподобного Сергия Радонежского
6 августа 2014 года, братья МБвХ посетили ежегодный Форум «Селигер». Для Форума это было нонсенсом, ибо впервые его посещают байкеры, тем паче православные.
18 ноября 2014 года МБвХ была приглашена на «Международный съезд православной молодежи» на территории ВВЦ, в 75 павильоне. Организацию представляли 6 человек. Съезд открыл вступительным словом председатель Синодального отдела по делам молодежи епископ Выборгский и Приозерский Игнатий.
8 декабря 2014 года МБвХ осуществила передачу иконы Свт. Николая Чудотворца, написанной президентом Мотообъединения Алексеем Масловым, в дар построенному храму на территории колонии строгого режима в Пермском крае в честь иконы Пресвятой Богородицы Достойно есть «Милующая».
С 2015 года и поныне мотообъединение при поддержке Ахтубинской епархии и соучастии Волгоградского отделения «Ночные Волки» проводит ежегодные мотопробеги под названием «Мы — наследники Великой Победы». Мотопробег проходит от города Ахтубинск до города Волгоград, проходя через многочисленные сёла, города и станицы Астраханской и Волгоградской областей, в общей сложности проезжая 1000 километров. В каждом городе проводится встреча с молодежью, где члены мотообъединения и православные священники проводят беседы на патриотические и христианские темы.
В августе 2017 года МБвХ приняла участие в Фестивале «Возрождение. Юрьевец-Повольский», который проводился РОО «Георгиевское Землячество» в городе Юрьевец, Ивановской области.
С августа 2016 года по июнь 2017 года, мотообъединение совместно с продюсерами общественного телеканала «Спас» как соорганизатор участвовало в телепроекте «Святая Русь. Мотопаломничество», где мотоциклисты ездили по монастырям России со съемочной бригадой телеканала и снимали пятнадцатиминутные видеоролики о жизни, святынях, истории и социальном служении этих монастырей. Всего за год было снято 35 фильмов о 35 монастырях. После смены руководства телеканала проект был закрыт, но члены мотообъединения продолжают снимать для своего видеоканала «Святая Русь. Мотопаломничество». Параллельно с телепроектом «Святая Русь. Мотопаломничество» с лета 2017 года появился на свет телепроект «Святая Русь. Визит к настоятелю», где члены мотообъединения посещают удаленные бедные приходы с интересной историей и ведут беседы с их настоятелями, задавая им злободневные вопросы и рассказывая о истории и жизни прихода.
24 сентября 2018 г. МБвХ получила Благодарственную Грамоту от имени Святейшего Патриарха Московского и всея Руси Кирилла за участие в III Международном Православном Форуме на ВВЦ.
22 июня 2019 г. МОО "МО «МОТОБРАТИЯ ВО ХРИСТЕ» приняло участие как соорганизатор в ежегодной акции «СВЕЧА ПАМЯТИ» по жертвам фашизма совместно с членами мотоклуба «Ночные Волки» и общественной организацией «ОФИЦЕРЫ РОССИИ».
В 2019 г. МОО "МО «МОТОБРАТИЯ ВО ХРИСТЕ» получила Президентский грант на проведение Международного миротворческого автомотопробега «МИРОТВОРЦЫ — 2019». Автомотопробег начал свой путь 13 сентября 2019 г. от здания Общественных Организаций и предварялся пресс-конференцией в пресс-зале организации «Офицеры России». Пресс-конференцию вели и отвечали на вопросы директор по общественным связям проекта «МИРОТВОРЦЫ — 2019» Снежана Анатольевна Демёнова, руководитель проекта «Миротворцы — 2019» и Президент-Основатель МОО "МО «МОТОБРАТИЯ ВО ХРИСТЕ» Алексей Павлович Маслов и Председатель Президиума Общероссийской организации «Офицеры России», герой России, генерал-майор Сергей Анатольевич Липовой.
20 сентября, в канун Международного дня Мира, участники миротворческого автомотопробега «МИРОТВОРЦЫ-2019» прибыли в Софию и приняли участие в торжественном возложении цветов к Памятнику неизвестному солдату, у стен Храма Александра Невского, в рамках официальных городских мероприятий ко Дню Мира.
В 12:00 в Российском культурно-информационном центре (РКИЦ) состоялась итоговая пресс-конференция проекта «МИРОТВОРЦЫ-2019», посвященного 140-летию дипломатических отношений России и Болгарии. Участники автомотопробега вместе с детьми из столичных школ выпустили в небо Софии «голубей мира» на воздушных шарах. Гостей из России приветствовал Советник по культурным вопросам Посольства Российской Федерации в Болгарии Алексей Новоселов. Он отметил масштабность и значимость вклада проекта в укрепление культурных и духовных связей русского и болгарского народов и выразил уверенность в необходимости продолжения сотрудничества организаций России и Болгарии в сфере общественной дипломатии. Руководитель автомотопробега «МИРОТВОРЦЫ-2019» Алексей Маслов, Мотообъединение «Мотобратия во Христе», рассказал о выполнении важной миссии — передаче бюста великого русского дипломата Николая Игнатьева в дар Болгарии, которое состоялось накануне в г. Пловдив. Директор Дома Москвы в Софии Борис Громов указал на необходимость сохранения исторической памяти и рассказал о планах установки памятника на месте гибели русских гренадеров в боях под Плевной. Участники автомотопробега, совместно с представителями Посольства Российской Федерации в Болгарии, провели возложение цветов к Памятнику Советской Армии в Софии.

## Участники

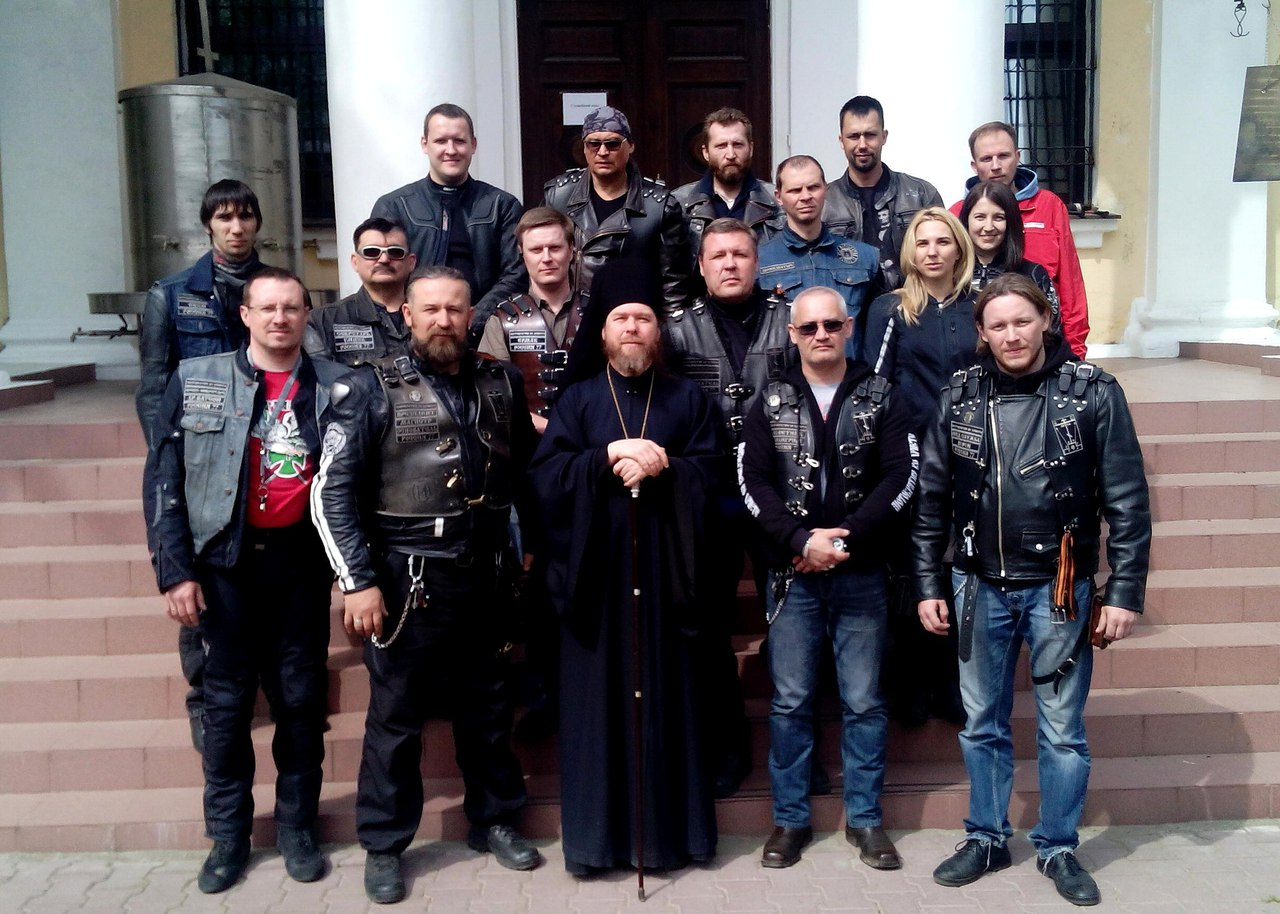
Члены МО «Мотобратия во Христе» с епископом Тихоном (Шевкуновым)

Президент-Основатель: Алексей Павлович Маслов (художник-иконописец, фотограф, видеооператор, поэт, педагог), Вице-Президент-Основатель: Николай Львович Баусов (полковник спецназ ОМОН в отставке).
МБвХ имеет региональные отделения (филиалы) в Москве, Санкт-Петербурге, Татарстане, Ижевске, Твери, Иваново и Оренбурге, Балашихе, Липецке. Так же в составе МБвХ находятся несколько священников-мотоциклистов Русской Православной Церкви в разных городах России. Существует формат степеней приобщения к МБвХ: Друг Мотобратии (hangaround или support), Кандидат (prospect), Брат (полноправный, полноцветный) (member), Вольный Ездок (nomad) В формат Вольного Ездока или nomad попадают преимущественно священники Русской Православной Церкви и Почётный Брат МБвХ.
Вступить в мотообъединение может крещеный, воцерковленный православный христианин, ездящий на мотоцикле. Мотообъединие при этом не гонится за количеством. Девиз мотообъединения — «Где двое или трое собраны во Имя Мое, там и Я посреди них» (Матф. 18:20).